# Mayron George
Mayron Antonio George Clayton, meglio noto come Mayron George (Puerto Limón, 23 ottobre 1993), è un calciatore costaricano, attaccante svincolato.

## Carriera

### Club
Cresciuto nel Limón, George ha disputato la prima partita in Primera División de Costa Rica in data 13 febbraio 2011, subentrando a Kendall Wilson nel pareggio casalingo per 1-1 arrivato contro il Barrio México. Il 16 febbraio 2012 ha siglato il primo gol, nel 2-2 interno contro il Pérez Zeledón.
Nell'estate 2014 è passato in prestito ai greci dell'OFI Creta. Il 1º settembre è arrivato pertanto il debutto in Souper Ligka Ellada, quando è sceso in campo in luogo di Abdoulaye Méïté nella sconfitta casalinga per 0-1 contro il Veria. Il 4 febbraio 2015 ha realizzato il primo gol, nel 3-1 inflitto al PAOK.
Il 15 luglio 2015 si è trasferito a titolo definitivo ai danesi dell'Hobro, a cui si è legato con un contratto biennale. Ha esordito in Superligaen il 2 agosto, subentrando a Morten Beck nella vittoria per 0-2 maturata sul campo del Brøndby. L'8 agosto ha trovato il primo gol, nel pareggio per 1-1 contro il Viborg. Al termine della stagione, l'Hobro è retrocesso in 1. Division.
Il 7 agosto 2016, George è stato ceduto al Randers. Il 21 settembre ha giocato la prima partita con questa maglia, sostituendo Marvin Pourié nel pareggio per 2-2 contro il Copenaghen. Il 16 ottobre è arrivato il primo gol, nel 3-0 sull'Odense.
Il 31 agosto 2017, il Lyngby ha comunicato d'aver ingaggiato George con la formula del prestito. Ha potuto debuttare in squadra il 10 settembre, schierato titolare nella vittoria per 3-1 arrivata sull'Helsingør. Il 24 settembre ha realizzato la prima rete, nella sconfitta per 3-1 sul campo dell'Aalborg. Il 23 marzo 2018, il Lyngby ha ingaggiato George a titolo definitivo.
Nella stessa giornata, il Midtjylland ha ufficializzato il tesseramento di George, che si è legato al nuovo club con un contratto quadriennale: il trasferimento sarebbe stato ratificato alla riapertura del calciomercato locale, in estate. Ha esordito in squadra il 20 luglio, subentrando a Božidar Kraev nella partita persa per 2-1 sul campo dell'Aalborg. Il 12 agosto ha trovato il primo gol, nel 3-0 interno inflitto all'Horsens.
Il 3 agosto 2019, George è passato ai norvegesi del Vålerenga con la formula del prestito: ha scelto di vestire la maglia numero 9. con la squadra norvegese scende in campo in 10 occasioni segnando 2 reti, prima che a gennaio 2020 si trasferisce con la formula del prestito agli ungheresi dell'Honvéd di Budapest. Esordisce ufficialmente il 25 gennaio nella sfida di campionato contro il Fehérvár terminata 0-0 subentrando al 72' minuto a Moutari Amadou. Nel corso della stagione viene relegato spesso tra panchina e tribuna, non incidendo mai in maniera significativa quando chiamato in causa, riesce a segnare il suo unico gol all'ultima giornata di campionato contro il Puskás Akadémia segnando la rete del momentaneo vantaggio, nella partita che terminerà poi con la sconfitta della propria squadra.
Il 25 agosto 2020 si è trasferito, sempre con la formula del prestito, agli svedesi del Kalmar fino alla fine dell'anno, ma durante questo periodo ha collezionato solo tre presenze.
Un ulteriore prestito lo ha avuto a partire dal 1º febbraio 2021, giorno in cui è stato girato ai francesi del Pau FC militanti in Ligue 2.

### Nazionale
George ha rappresentato la Costa Rica under 20 e Under-23, oltre alla Nazionale maggiore. Per quanto concerne quest'ultima selezione, ha esordito il 10 ottobre 2014, subentrando a John Jairo Ruiz nella vittoria in amichevole a Mascate contro l'Oman. Il 21 giugno 2019 ha siglato il primo gol, nel 2-1 inflitto a Bermuda, nel corso della Gold Cup.

## Statistiche

### Presenze e reti nei club
Statistiche aggiornate al 29 giugno 2020.
| Stagione       | Club           | Campionato     | Campionato | Campionato | Coppe nazionali | Coppe nazionali | Coppe nazionali | Coppe continentali | Coppe continentali | Coppe continentali | Supercoppe | Supercoppe | Supercoppe | Totale | Totale |
| Stagione       | Club           | Comp           | Pres       | Reti       | Comp            | Pres            | Reti            | Comp               | Pres               | Reti               | Comp       | Pres       | Reti       | Pres   | Reti   |
| -------------- | -------------- | -------------- | ---------- | ---------- | --------------- | --------------- | --------------- | ------------------ | ------------------ | ------------------ | ---------- | ---------- | ---------- | ------ | ------ |
| 2010-2011      | Limón          | PD             | 1          | 0          | -               | -               | -               | -                  | -                  | -                  | -          | -          | -          | 1      | 0      |
| 2011-2012      | Limón          | PD             | 21         | 2          | -               | -               | -               | -                  | -                  | -                  | -          | -          | -          | 21     | 2      |
| 2012-2013      | Limón          | PD             | 29         | 4          | -               | -               | -               | -                  | -                  | -                  | -          | -          | -          | 29     | 4      |
| 2013-2014      | Limón          | PD             | 40         | 12         | CCR             | 1               | 0               | -                  | -                  | -                  | -          | -          | -          | 41     | 12     |
| Totale Limón   | Totale Limón   | Totale Limón   | 91         | 18         |                 | 1               | 0               |                    | -                  | -                  |            | -          | -          | 92     | 18     |
| 2014-2015      | OFI Creta      | SL             | 20         | 2          | CG              | 5               | 3               | -                  | -                  | -                  | -          | -          | -          | 25     | 5      |
| 2015-2016      | Hobro          | SL             | 23         | 9          | CD              | 1               | 0               | -                  | -                  | -                  | -          | -          | -          | 24     | 9      |
| lug.-ago. 2016 | Hobro          | SL             | 2          | 1          | CD              | -               | -               | -                  | -                  | -                  | -          | -          | -          | 7      | 0      |
| Totale Hobro   | Totale Hobro   | Totale Hobro   | 25         | 10         |                 | 1               | 0               |                    | -                  | -                  |            | -          | -          | 26     | 10     |
| ago. 2016-2017 | Randers        | SL             | 15         | 2          | CD              | 3               | 0               | -                  | -                  | -                  | -          | -          | -          | 18     | 2      |
| lug.-ago. 2017 | Randers        | SL             | 7          | 0          | CD              | 0               | 0               | -                  | -                  | -                  | -          | -          | -          | 7      | 0      |
| Totale Randers | Totale Randers | Totale Randers | 22         | 2          |                 | 3               | 0               |                    | -                  | -                  |            | -          | -          | 25     | 2      |
| ago. 2017-2018 | Lyngby         | SL             | 18+2       | 7+1        | CD              | 2               | 0               | -                  | -                  | -                  | -          | -          | -          | 22     | 8      |
| 2018-2019      | Midtjylland    | SL             | 24         | 4          | CD              | 4               | 1               | UCL+UEL            | 1+3                | 0+1                | -          | -          | -          | 32     | 6      |
| 2019-gen. 2020 | Vålerenga      | ES             | 10         | 2          | CN              | 0               | 0               | -                  | -                  | -                  | -          | -          | -          | 10     | 2      |
| gen.-giu. 2020 | Honvéd         | NBI            | 6          | 1          | MK              | 5               | 0               | UEL                | -                  | -                  | -          | -          | -          | 11     | 1      |
| Totale         | Totale         | Totale         | 216+2      | 46+1       |                 | 21              | 4               |                    | 4                  | 1                  |            | -          | -          | 243    | 52     |

## Palmarès

### Club

#### Competizioni nazionali
- Coppa di Danimarca: 1

Midtjylland: 2018-2019
- Coppa d'Ungheria: 1

Honvéd: 2019-2020